# عبد الرؤوف أبو طوق
الشَّيخ عَبد الرؤوف أبو طوق (1332 - 1418 هـ / 1914 - 1998 م) خطيب وداعية سوري من دمشق، انتُخب نائبًا في البرلمان السُّوري عن الغوطتين، مُمثلًا عن جماعة الإخوان المُسلمين في سنة 1954، وكان عُضواً في مجلس الأُمَّة زمن الجمهورية العربية المتحدة لغاية 1961.

عبد الرؤوف أبو طوق في شبابه

## نشأته

### نسبه
هو عبد الرَّؤوف بن محمَّد بن رسلان أبو طوق، يعود أصلهُ إلى الشَّيخ محمَّد سعيد المشهور بأبي طوق (جد الأسرة في دمشق وحماة) ، بن جمال الدين بن محمد بن عثمان بن علي بن محمد بن علي البراقي بن نصر الله البراقي بن منصور بن عبد القادر الرفاعي بن أحمد شهاب الدين بن أحمد عامر بن محمد قراجا بن علي بن عبد الرحمن بن محمد بن عمر زين الدين الخميرة بن حسين بن محمد جمعة جمعة بن أحمد ركاب (الجد الجامع لآل المجذوب، والركابي، والنفاخ، وأبو طوق) بن عبد الله بن راجح بن إسماعيل الكيال ابن أبي الحسن علي الحريري (الجد الجامع للسادة الحريرية) بن علي عبد المحسن بن عبد الرحيم بن سيف الدين عثمان بن حسن بن محمد عسلة بن أبي الفوارس الحازم بن أحمد المرتضى بن علي أبي الفضائل بن الحسن الأصغر رفاعة الهاشمي، بن أبي رفاعة المهدي بن محمد بن الحسن الأكبر بن الحسين عبد الرحمن الرضي بن أحمد الصالح بن موسى الثاني أبي سبحة بن الأمير إبراهيم المرتضى بن موسى الكاظم بن الإمام جعفر الصادق بن الإمام محمد الباقر بن الإمام علي زين العابدين بن الإمام الحسين بن أمير المؤمنين علي بن أبي طالب الهاشِمي القُرشيّ العدنانيّ.
وأما والدته فهي من عائلة من بلدة الكسوة.

### طفولته وتعليمه المبكر
ولد عبد الرؤوف في مدينة الكسوة، لعائلة مُتديَّنة عام 1914، ويُقال 1912، وقد تلقَّى تعليمه الشرعي في جامعها الكبير على يد الشيخ المُربي محمد الغنيمي، ثم حينما كبر، درس في مدارس الجمعية الغرَّاء تحت إشراف وتعليم الشيخ علي الدقر في دمشق، وأخذ العلوم عن المُحدَّث الشيخ بدر الدين الحسني.

## سيرته العملية

### الخطابة
عمل الشيخ أبو طوق خطيبًا لمدة 50 عامًا في مساجد دمشق، حيث عمل بدايةً في جامع الصَّحابة، ثم جامع باب المصلى، ثم جامع تنكز، ثم جامع الثُّريَّا حتى عام 1966، وتوقَّف عن الخطابة إلى منتصف الثمانينات، حيث عاد إلى الخطابة في مسجد علي بن أبي طالب، وخِتامًا في جامع الأكرم الواقعة في منطقة المزة في دمشق.
كما شغل لفترة

### السياسة
انتسب الشيخ أبو طوق في شبابِهِ إلى جماعة الإخوان المُسلمين، انتُخب نائباً عن الغُوطتين في أوَّل مجلس نيابي مُنتخب بعد سقوط حكم أديب الشيشكلي سنة 1954، ومن الجدير بالذكر، أنه لم من ينجح من قوائم جماعة الإخوان آنذاك إلا نائبين اثنين فقط، هُما الشيخ أبو طوق، ومحمد المبارك.
اتخذ أبو طوق من مقعده النيابي منبراً لمُحاربة التحرُّر، كما أيَّد الوحدة السورية المصرية عِند قيامها سنة 1958، كما استقبلهُ الرئيس جمال عبد الناصر حينما استقبل وفد من عُلماء الشَّام، وانتُخب نائباً عن دمشق آنذاك في مجلس الأمة حتى انقلاب 1961.

## أخلاقه
عُرف الشّيخ بمحبّته للجميع وخدمته للنّاس، وإيثاره لضيفه، وتعاونه مع سائر العاملين في الدَّعوة، كان يدعو إلى وحدة الأمّة ويكره الفرقة والخصام، وكان يحبّ طلّابه ويدفعهم إلى العمل والإقدام، ومنهم طالبهُ الشيخ هِشام عِزَّ الدّين من مضايا، فقد كان مُحبًا للصيافة فيها، وكان يسعى في حوائج الناس ومصالحهم، لا يغضب إلّا لله عزّ وجلّ، وكان زاهداً.

## وفاته
في مسجد الشّيخ أرسلان الدّمشقي، في يوم الجمعة، يوم 16 شوال 1418 هـ الموافق 13 مارس (آذار) 1998 م وبعد أن أكمل الخطيب الخطبة، وهتف المؤذن للصّلاة: الله أكبر، قال الشّيخ عبد الرؤوف: أشهد أن لا إله إلّا الله، وأشهد أن محمّداً رسول الله. ثمّ تُوفي، وصُلِّيَ عليه في اليوم التّالي بعد صلاة العصر، ودُفن في مقبرة البوابة بالميدان، وذلك عن عمر 84 عامًا.